# Kurt Wildhagen
Kurt Wildhagen (* 22. Oktober 1871 in Moskau; † 19. Februar 1949 in Heidelberg), Bruder des Malers Fritz Wildhagen, war ein deutscher Gelehrter, sokratischer Lehrer und Herausgeber der Werke von Iwan Sergejewitsch Turgenew.

## Leben
Kurt Wildhagen – ein stadtbekanntes Original im Heidelberg der ersten Hälfte des 20. Jahrhunderts – stammte aus bremisch-verdischem Adel, den „ein vielleicht revolutionär gestimmter Familienvorstand Mitte des 18. Jahrhunderts“ abgelegt hatte (Krischke). Er kam in Moskau zur Welt, wo sein Vater († 1883) als Ingenieur eine Fabrik für Feinmechanik gegründet hatte. Sein Sohn wuchs ab 1886 in Elbing in Westpreußen auf, wo er 1891 das Abitur machte.
1891 begann Kurt Wildhagen ein Jurastudium an der Universität in Greifswald. Noch im selben Jahr wechselte er an die Friedrich-Wilhelms-Universität zu Berlin, wo er nach einigen Semestern die Rechtswissenschaft zugunsten der Philosophie aufgab. Ab 1895/96 studierte er an der Universität in Marburg, wo er vor allem bei Hermann Cohen hörte. Ein bei Cohen begonnenes Dissertationsvorhaben hat er jedoch nicht zu Ende geführt.
Seit etwa 1898 war Wildhagen in Heidelberg wohnhaft, wo er sich nicht mehr immatrikulierte und bis zu seinem Tod ein Leben führte, dessen grobe Umrisse Roland Krischke so umschreibt: „Er besuchte Vorlesungen, schrieb für Zeitungen, den größten Teil des Tages verbrachte er jedoch im Café, wo er las und forschte oder Bekannte traf ...vor allem im 'Haeberlin', das von 1881 bis 1932 bestand“ und „in den Jahren vor dem Ersten Weltkrieg einer der geistigen Mittelpunkte der Stadt“ war.
Wildhagen war ein Freund Carlo Philips’, Redakteur und Schriftleiter der nur in zwei Jahrgängen erschienenen Südwestdeutschen Rundschau, Emil Ludwigs, Eugen Herrigels, Wolfgang Frommels, Friedrich Burschells u. v. a. m.

## Werke
- Aus meinen Zettelkasten in: Literatur und Wissenschaft. Monatsbeilage der Heidelberger Zeitung. 1910
- Samogon [d. i. K.W.]: Rendez-Vous der Leidenschaften, Merlin Verlag, Heidelberg 1926 (Das russische Pseudonym 'Samogon' bedeutet etwa 'selbstgebrannter Schnaps')

Daneben reiche journalistische Tätigkeit für verschiedene Journale und Zeitungen, vor allem die Heidelberger, die ab 1919 in Badische Post umbenannt wurde. (Eine Auswahl davon ist in dem in der Lit. genannten Buch von Roland Krischke auf S. 138–177 enthalten.)
- Herausgeber von

Iwan Turgenjew: Sämtliche Werke – In zwölf Bänden. Übersetzt von F. M. Balte, Fega Frisch, Ludwig Rubiner, August Scholz, S. Levine, R. v. Walter, Ida Orloff u. a. [wie etwa Wildhagen selbst] Band 1 herausgegeben mit Otto Buek, sonst allein. Georg Müller, München und Leipzig 1911–1917, bis 1931 fortgeführt vom Propyläen Verlag, Berlin
- Übersetzer von

Nikolai Gogol: Der Unhold. Mit 74 Lithographien von Walter Becker. Deutsche Übertragung von Kurt Wildhagen. Verlag von Richard Weissbach, Heidelberg 1920 (Vierter Druck des Argonautenkreises)
Leo Tolstoi: Herr und Arbeitsmann. In: Leo Tolstoi: Die Kreutzersonate und andere Erzählungen. Agrippina Bücherei, Wiesbaden 1960.